# Jair da Costa
Jair da Costa (født 9. juli 1940 i São Paulo, død 26. april 2025) var en brasiliansk fodboldspiller (højre midtbane), der med Brasiliens landshold vandt guld ved VM i 1962 i Chile. Han var dog ikke på banen i turneringen. Han nåede kun at spille én landskamp.
Mengálvio spillede på klubplan primært i Italien. Her spillede han i samlet otte sæsoner hos Inter, men havde også et ophold hos AS Roma. Med Inter var han med til at vinde fire italienske mesterskaber og to Mesterholdenes Europa Cup-titler. Han spillede også nogle år i hjemlandet, blandt andet hos Santos FC.